# The Madwoman in the Attic
The Madwoman in the Attic (med undertiteln The Woman Writer and the Nineteenth-Century Literary Imagination) är en amerikansk facklitterär bok inom ämnet feministisk litteraturvetenskap, med inriktning på litteratur under den viktorianska tiden. Boken skrevs av litteraturforskarna Sandra Gilbert och Susan Gubar, och den publicerades första gången 1979. Gilbert och Gubars tes är framför allt att kvinnliga rollfigurer under 1800-talet antingen skildrats som änglar eller demoner, även hos kvinnliga författare.
Boken har fått stort inflytande, inte minst inom det litteraturvetenskapliga området där den riktat fokus mot bristen på kvinnliga författare.

## Bokens titel
Bokens titel kommer från den mångbottnade idén om den galna inlåsta frun från Charlotte Brontës Jane Eyre, där Rochesters fru Bertha Mason hålls inlåst på vinden av sin make. Boktiteln syftar bland annat på "relationen mellan den strävsamma Jane Eyre och den galna Bertha Mason som huvudexempel för den dualistiska tendens [mellan] 1800-talets kvinnliga författare", det vill säga som antingen änglar eller monster. Kvinnan på vinden får ofta representera de egenskaper som inte passade sig för en kvinna i det viktorianska England: "den utländska, mörka, kroppsliga", framför allt är kvinnan inpressad i dessa roller av patriarkatet.

## Innehåll
Texten innehåller följande delar:

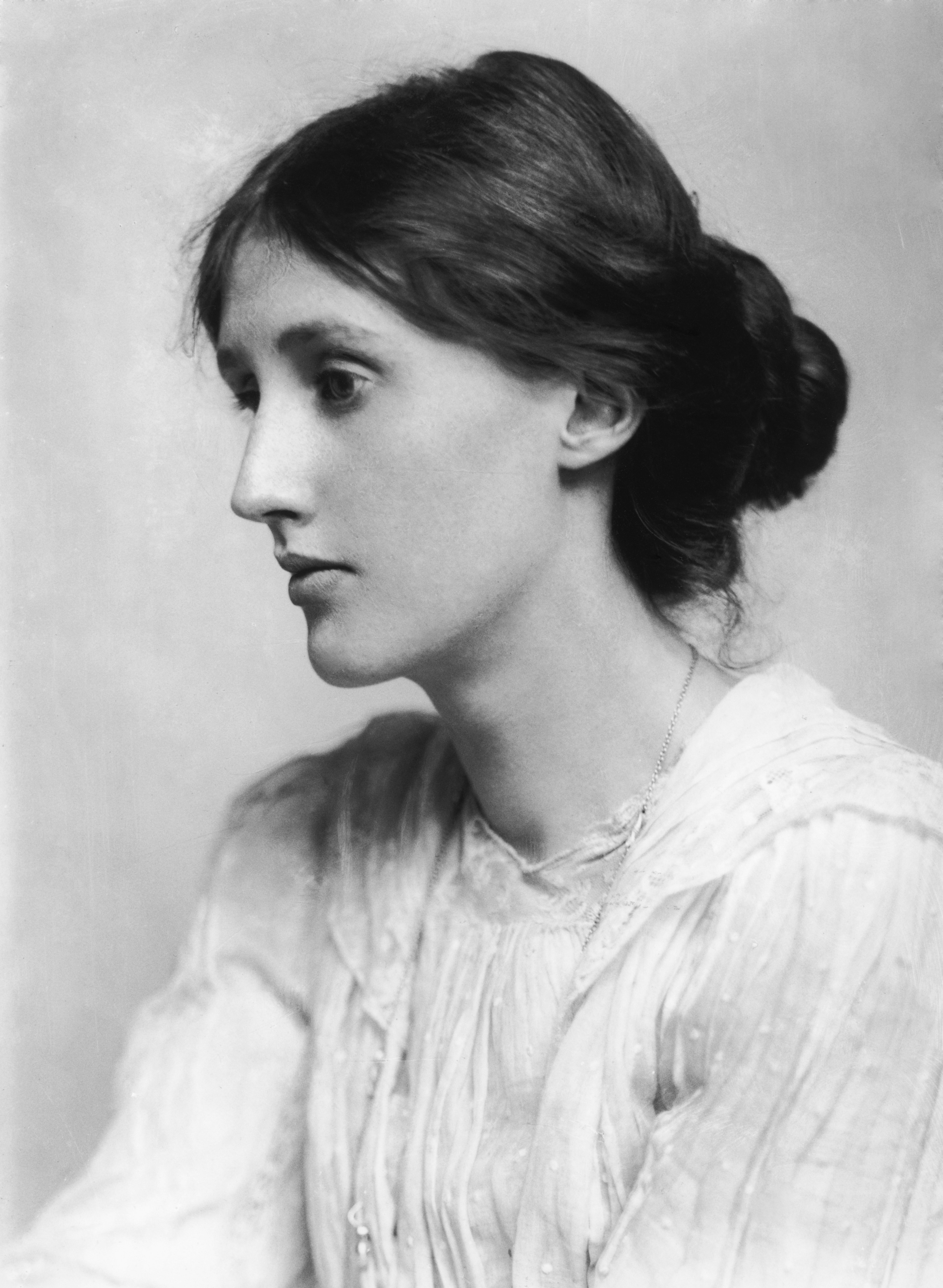
Gilbert och Gubars text hänvisar till Virginia Woolfs analyser.

1. Toward a Feminist Poetics ('Mot en feministisk poetik')
2. Inside the House of Fiction: Jane Austen's Tenants of Possibility ('Inuti fiktionens hus: Möjlighetens hyresgäster hos Jane Austen')
3. How Are We Fal'n: Milton's Daughters (Mary Shelley och Emily Brontë) ('Hur är vi fallna: Miltons döttrar [Mary Shelley och Emily Brontë])
4. The Spectral Selves of Charlotte Brontë ('Charlotte Brontës olika spöklika jag')
5. Captivity and Consciousness in George Eliot's Fiction ('Fångenskap och medvetenhet hos George Eliots fiktion')
6. Strength in Agony: Nineteenth-Century Poetry by Women (Emily Dickinson)[4] ('Styrka i vånda: 1800-talspoesi av kvinnor [Emily Dickinson])

Dessutom behandlas bland annat Christina Rossetti och Elizabeth Barrett Browning. Delarna innehöll tillsammans 16 essäer.
I boken undersöker Gilbert och Gubar hypotesen att kvinnliga rollfigurer under 1800-talet antingen beskrevs som "änglar" eller "monster". Detta orsakades av manliga författares tendens att skriva kvinnliga rollfigurer som antingen rena, änglalika kvinnor eller som rebelliska, ovårdade, galna kvinnor. Kvinnliga författare påverkades av denna misogyni och infogade sig i den manliga modellen att skriva.
Gilbert och Gubar hänvisar till Virginia Woolf, som skrev att kvinnliga författare måste "döda de estetiska idealen genom vilka de själva har 'dödats' i konsten". Gilbert och Gubar poängterar att det är viktigt att döda båda figurerna eftersom ingen av dem är korrekta beskrivningar av kvinnor eller kvinnliga författare, och att kvinnliga författare borde sträva efter beskrivningar som överträffar denna patriarkalt skapade dikotomi.

## Bakgrund och fortsättning

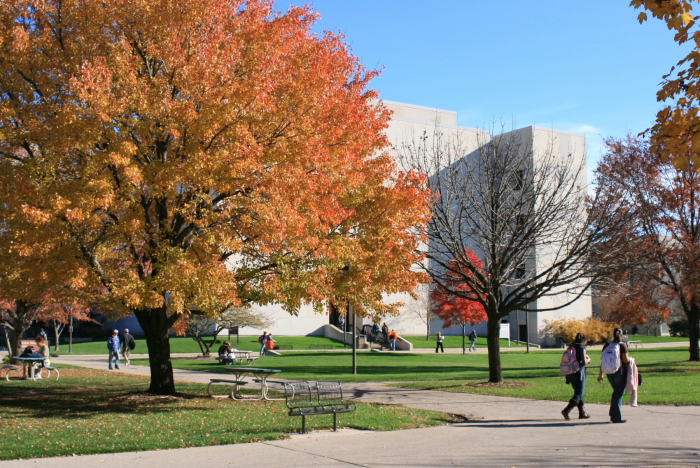
Indiana University, där Gilbert och Gubar träffades.

### Författarsamarbetet
Gilbert och Gubar möttes under det tidiga 1970-talet vid Indiana University. 1974 började de samarbeta kring undervisningen av en kurs om engelsk kvinnolitteratur. Detta ledde så småningom till att de skrev The Madwoman in the Attic. De har senare fortsatt att skriva böcker ihop, till exempel No Man's Land: The Place of the Woman Writer in the Twentieth Century (1988–1994) och har bland annat undersökt Shakespeare och modernistiska författarskap. De ifrågasätter mannen som utgångspunkt och kvinnan som negation och sägs ibland ingå i den andra vågens feminism.

### Utgivning
The Madwoman in the Attic gavs första gången ut 1979, en utgåva som kom i ett antal omtryckningar. 2000 följde en andra upplaga av boken. Båda upplagorna gavs ut på Yale University Press; andraupplagan 2000 kom ut på förlagets Nota Bene-etikett. Yale University Press har kopplingar till universitet med samma namn, vilket först 1969 tillät kvinnliga studenter på sina grundutbildningar.
The Madwoman in the Attic har senare flera gånger givits ut som talbok, bland annat 2006. 

### Mottagande
Boken fick först blandade reaktioner, bland annat eftersom det tidigare inte var vanligt att attribuera skillnader mellan kvinnliga och manliga författare till något annat än biografiska händelser. Numera anses dock verket vara en milstolpe inom feministisk litteraturkritik. Litteraturkritikern Elaine Showalter skriver:
| ”                  | Sandra Gilbert och Susan Gubar gjorde för den feministiska litteraturkritiken vad Said gjorde för det postkoloniala författandet och Sedgwick gjorde för queerforskningen – introducera en terminologi, en metodologi och en teori". | „ |
| – Elaine Showalter | |   |

Gilberts och Gubars insats via The Madwoman in the Attic sägs bland annat ha fått fler att upptäcka Jane Eyre och andra verk av kvinnliga författare, och forskare att särskilt leta fram mindre vanliga texter av kvinnliga författare till samlingsvolymer. Själva fortsatte Gilbert och Gubar att samarbeta kring flera verk, inklusive ett sådant samlingsverk – The Norton Anthology of Literature by Women (1985).
Andra forskare menar att The Madwoman in the Attic har blivit föråldrad och att teorin utgår från en smal nisch av författare, med fokus främst på USA och Storbritannien.
2009 kom Annette R. Federicos Gilbert and Gubar's The Madwoman in the Attic after Thirty Years, där flera litteraturforskare undersökte hur aktuell Gilbert och Gubars bok var nästan 30 år efter att den publicerades. Boken visar på att mycket av det Gilbert och Gubar skrev om fortfarande är "as fresh and invigorating as ever". Bland annat påpekas att författarnas stil är en av orsakerna till att boken fortfarande är framgångsrik.

## Utgåvor
- 1979 – (1:a upplagan)  The madwoman in the attic: the woman writer and the nineteenth-century literary imagination. New Haven: Yale U.P. ISBN 0-300-02286-7 (engelska)
- 2000 – (2:a upplagan)  The madwoman in the attic: the woman writer and the nineteenth-century literary imagination (2. ed.). New Haven: Yale University Press. ISBN 0-300-08458-7 (engelska)
- 2006 – (talbok)  The madwoman in the attic the woman writer and the nineteenth-century literary imagination. Enskede: TPB. Libris 12602711 (engelska)